# کوتونگا
کوتونگا (به لهستانی:  Kotunia) یک روستا در لهستان است که در گمینا سووپتسا واقع شده‌است.